# Federico II Eugenio di Württemberg
Federico II Eugenio di Württemberg (Stoccarda, 21 gennaio 1732 – Stoccarda, 23 dicembre 1797) fu duca del Württemberg dalla morte del fratello maggiore Ludovico Eugenio nel 1795 fino alla sua morte, due anni più tardi.

## Biografia

### Infanzia

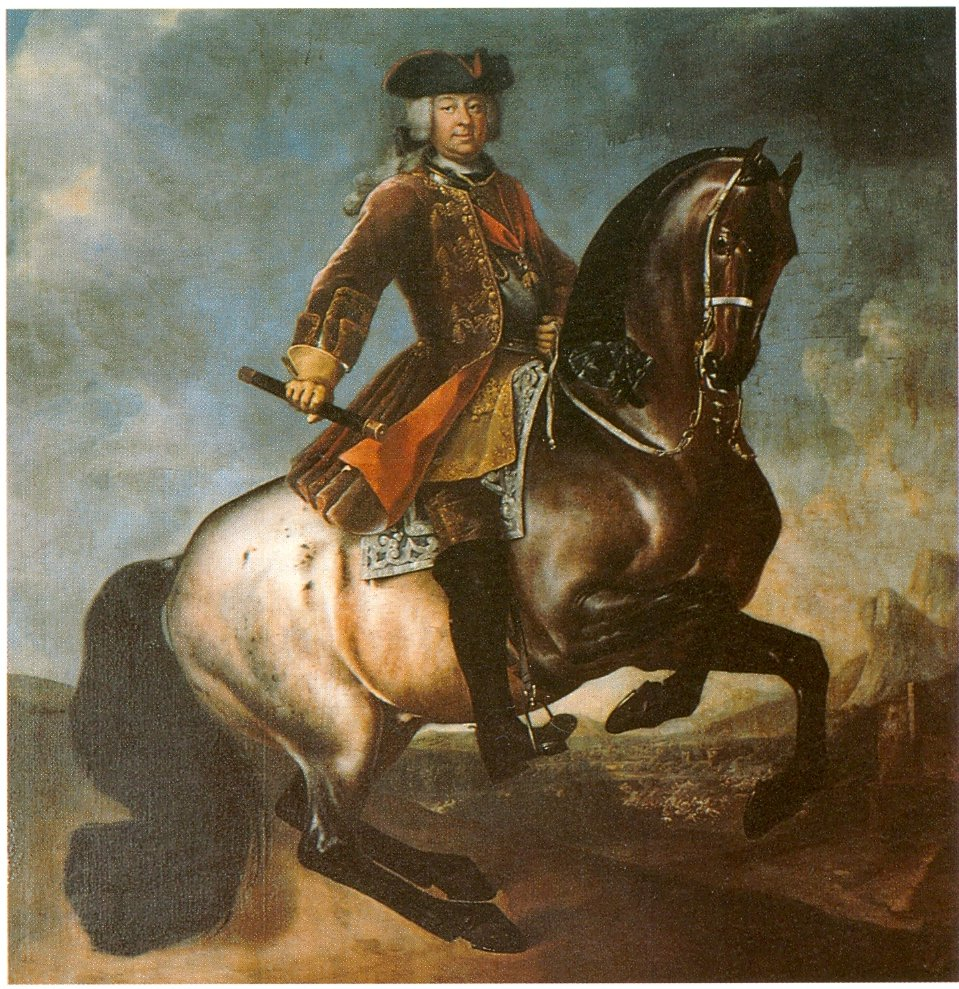
Carlo I Alessandro di Württemberg in un ritratto equestre nelle vesti di Feldmaresciallo del Sacro Romano Impero

Quarto figlio (terzo di quelli che raggiunsero l'età adulta) del duca Carlo Alessandro e della di lui moglie Maria Augusta, Principessa di Thurn und Taxis (11 agosto 1706 - 1º febbraio 1756), dopo la morte improvvisa del padre (1737), fu inviato, insieme ai due fratelli più anziani, Carlo Eugenio e Ludovico Eugenio a Berlino presso la corte di Federico il Grande, per ricevere la propria formazione.
Benevolmente accolto, non rientrò fino al 1744 quando il più anziano dei fratelli non assunse il potere di duca del Württemberg.

### Matrimonio

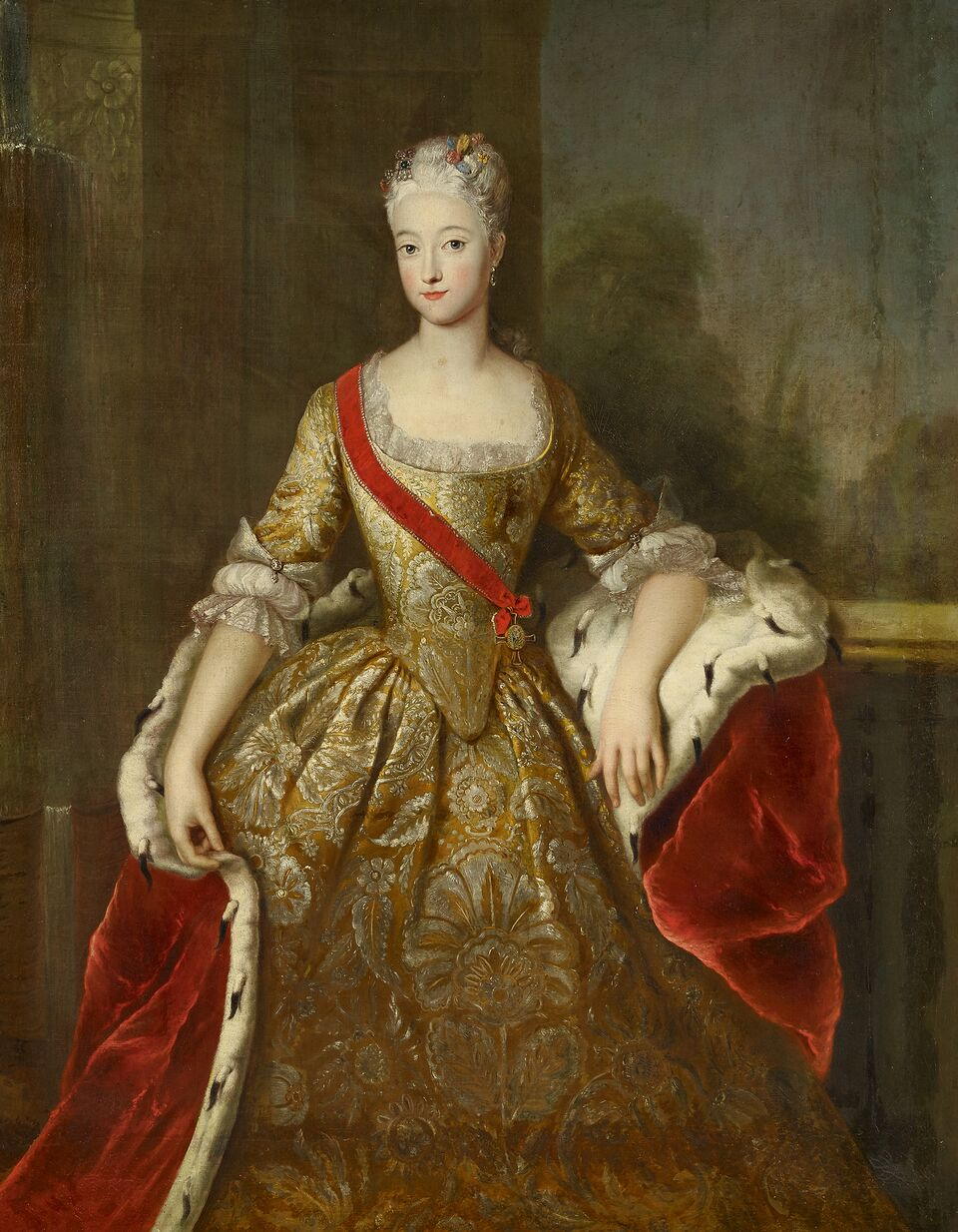
Federica Dorotea di Brandeburgo-Schwedt ritratta da Antoine Pesne

Il 29 novembre 1753 Federico Eugenio sposò la nipote del re Federico II Federica Dorotea di Brandeburgo-Schwedt, (Schwedt, 18 dicembre 1736 – Stoccarda, 9 marzo 1798), figlia di Federico Guglielmo di Brandeburgo-Schwedt e di Sofia Dorotea di Prussia, dalla quale ebbe undici figli

### Imprese militari

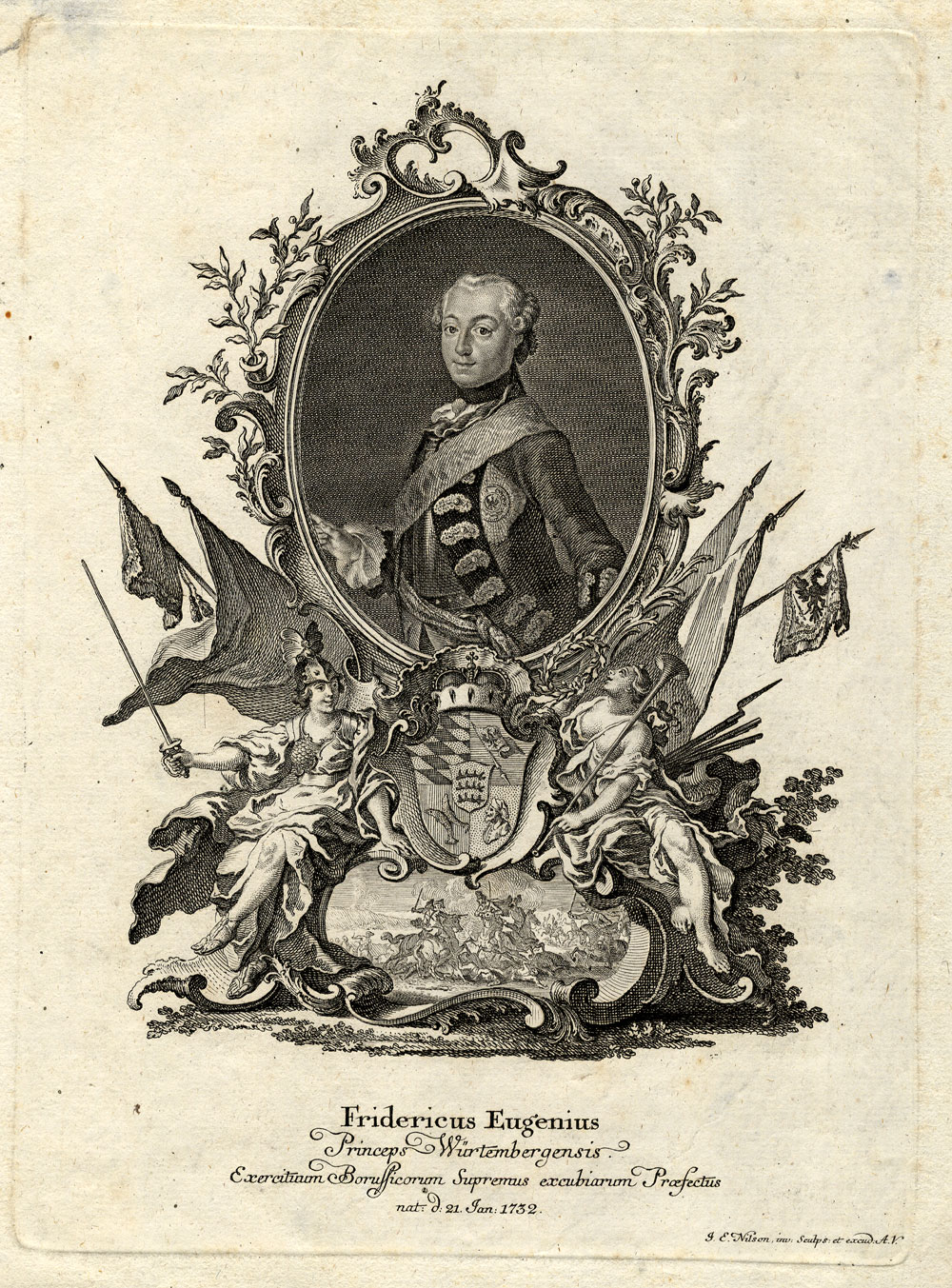
Federico II Eugenio del Württemberg con le sue imprese militari

Inizialmente ebbe un canonicato e l'offerta, da parte del re Federico II, del posto di coadiutore presso l'arcivescovado di Breslavia, ma preferì la carriera militare a quella spirituale e nel 1749 fu nominato dal re colonnello di cavalleria e comandante di un reggimento di dragoni. Il 29 novembre 1753 sposò, come già aveva fatto il fratello più anziano, una nipote del re, Federica Dorotea di Brandeburgo-Schwedt, figlia del margravio Federico Guglielmo di Brandeburgo-Schwedt e di Sofia Dorotea di Prussia, quarta sorella del re Federico. Nel contratto di matrimonio fu stabilita, come ultima condizione, che i figli che fossero nati dal matrimonio, sarebbero stati educati nella confessione evangelica, quella del paese, per la qual cosa le sostanze del principe e dei suoi eredi maschi avrebbero goduto, oltre al già previsto appannaggio, di una somma supplementare di 25 000 fiorini.
Nel 1756 il principe si recò presso l'isola di Minorca, ove il fratello Ludovico Eugenio partecipava come generale francese all'assedio del forte di San Filippo, allo scopo di apprendere le tecniche militari dell'assedio. Ben presto egli ebbe tuttavia l'occasione di meritare gli allori in una serie di battaglie militando nell'esercito prussiano. Nello stesso anno infatti scoppiò la guerra che fu poi detta dei sette anni e dopo essere stato messo alla prova in Sassonia, il 17 ottobre fu nominato maggior generale.

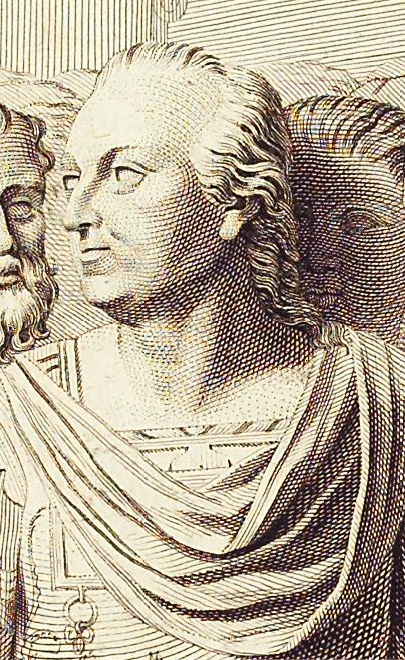
Federico Eugenio nel 1737

Nell'anno seguente si distinse particolarmente per il suo valore nei combattimenti avvenuti presso Liberec, in Boemia, sotto gli occhi stessi del re, così come avvenne nella Battaglia di Praga (6 maggio 1757), quando rischiò di perdere la vita: circondato dai nemici, un dragone del suo reggimento spaccò la testa a un cavaliere che lo stava assalendo. Alla Battaglia di Leuthen (5 dicembre 1757), all'età di soli venticinque anni, fu nominato direttamente Luogotenente generale di cavalleria. Nella battaglia di Kunersdorf, persa dai prussiani, fu colpito di striscio alla schiena e subì un'ancora più grave ferita nella parte posteriore del piede destro. Recatosi in convalescenza presso parenti a Schwedt, fu catturato da una pattuglia dell'esercito russo e poté ottenere il suo rilascio solo tramite un riscatto. Egli poté riprendere la guerra solo nel 1760. Non gli era possibile, con le sue deboli forze, tenere la città di Berlino contro le truppe austro-russe giunte di rinforzo. Egli era riuscito a salvare arrivando poco prima dei russi, grazie una marcia forzata, la città di Tottleben.

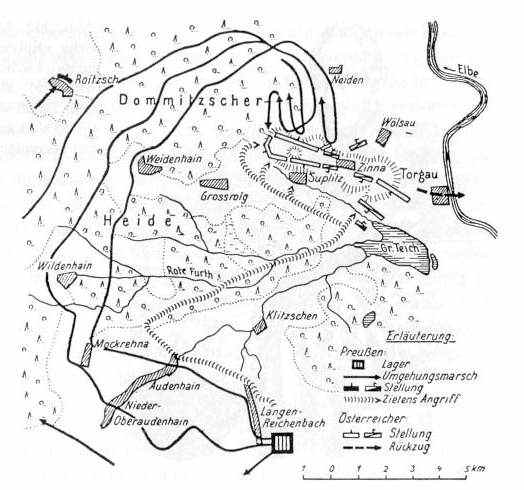
Schema della Battaglia di Torgau

Solo più tardi riuscì fortunosamente a cacciare le truppe, condotte dal fratello, il duca del Württemberg regnante, contro il re di Prussia, dalla zona fra l'Elba e la Saale e ottenne vantaggi essenziali nell'occasione della Battaglia di Torgau, nel corso della quale comandando la cavalleria all'ala sinistra dello schieramento prussiano si prese una sciabolata sulla testa. In seguito ebbe il compito di liberare il Brandeburgo e la Pomerania prussiana dai russi e dagli svedesi e tenere il comando del “cordone” di truppe prussiane fra Meclemburgo e Pomerania. Egli attenuò, per quanto possibile, le dure condizioni e contribuzioni di guerra al Meclemburgo e mostrò con un salvacondotto, che egli conferì all'Università di Bützow, la sua attenzione verso il mondo scientifico della Pomerania.
Poiché il suo progetto iniziale, ancor prima dell'approssimarsi del rafforzamento russo, di bloccare con un attacco deciso le operazioni del nemico non aveva incontrato l'approvazione del re, dovette attendere l'attacco nemico in un campo trincerato di fronte al porto di Kolberg.

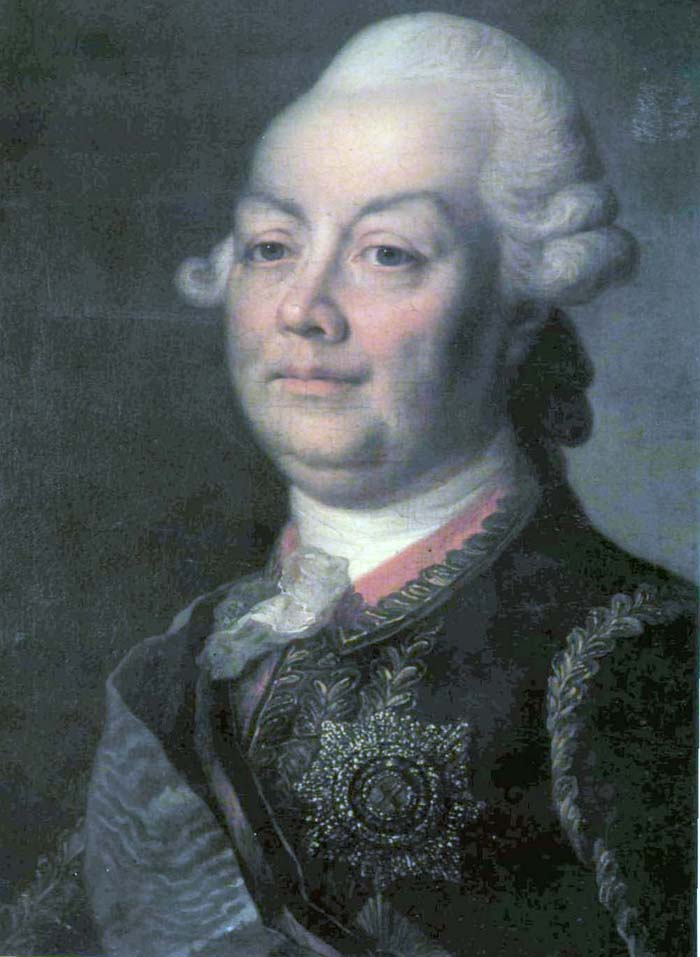
Il conte Pëtr Aleksandrovič Rumjancev-Zadunajskij

Egli resistette ostinatamente e valorosamente per ben 23 settimane all'attacco di forze russe, le quali nel corso degli eventi giunsero a una superiorità numerica di oltre il doppio di quelle a sua disposizione. A seguito della carestia, dovette infine abbandonare con gli accampamenti con le sue malconce truppe, cosa che fece nottetempo di fronte al nemico così abilmente, da non perdere nella ritirata neanche un uomo. Kolberg, rimasta sguarnita, dovette poco dopo arrendersi alle truppe del generale russo Pëtr Aleksandrovič Rumjancev-Zadunajskij (16 dicembre 1761).
Al principe fu quindi nuovamente affidato il comando del “cordone” di truppe prussiane fra Meclemburgo e Pomerania. Egli concluse il 10 aprile 1762 un armistizio con gli svedesi, cui seguì a ruota la pace fra Prussia e Svezia. Partecipò infine ancora in Slesia all'assedio di Świdnica, in occasione del quale volse a favore dei prussiani la battaglia di Reichenbach con un attacco della sua cavalleria.

### Ritiro a Mömpelgard

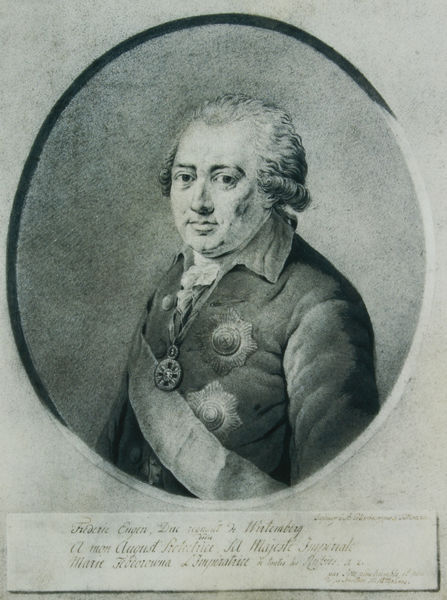
Federico II Eugenio in una stampa d'epoca

Dopo aver goduto un anno di pace a Treptow, lasciò nel 1769 il servizio nell'armata prussiana e riprese per un periodo di oltre venti anni la sua abituale residenza in Mömpelgard, nelle cui vicinanze fece erigere un palazzo di residenza estiva.
Egli condusse qui in tutta tranquillità la sua vita di famiglia. Il 10 marzo 1786 ottenne da suo fratello, grazie a uno specifico accomodamento, il governo su Mömpelgard che condusse, insieme alla signoria borgognona e alsaziana ad esso collegata, con molta fermezza. Solo i disordini in Francia lo costrinsero nel 1791 a lasciare le sue terre circondate dal territorio francese e dopo il soggiorno in altra terra durato oltre un anno, il re Federico gli concesse come sede il castello di Bayreuth, che era appartenuto al defunto Margravio di Brandeburgo-Bayreuth, nominandolo governatore generale del principato di Brandeburgo-Ansbach e di Brandeburgo-Bayreuth.

### Duca del Württemberg

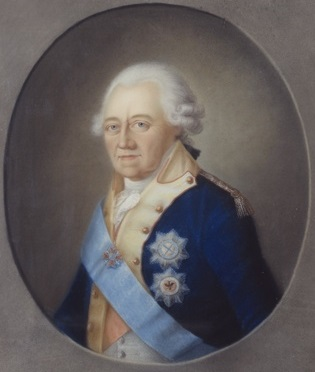
Il duca Federico II Eugenio del Württemberg in un ritratto del XVIII secolo. Oggi questo dipinto è conservato nel Castello di Altenburg

Dopo gli improvvisi, susseguentisi, decessi dei due fratelli più anziani Carlo Eugenio (24 ottobre 1793) e Ludovico Eugenio (20 maggio 1795), divenne duca regnante del Württemberg e prese subito residenza a Stoccarda.
Subito prima dell'inizio del suo regno come duca del Württemberg, Federico II di Prussia lo nominò Feldmaresciallo Generale di Prussia. Il suo regno durò tuttavia solo un paio di anni e poco più, durante i quali il paese soffrì parecchio a causa della guerra con la Francia. Il duca, dopo alcuni tentennamenti, si era dichiarato a favore dell'Austria. Intanto nel 1796 le truppe francesi agli ordini del generale Moreau presero d'assalto le alture del Kniebis, attraversarono in luglio la zona saccheggiandola ed entrarono in Stoccarda, mentre gli austriaci, dopo lo scontro di Cannstatt si dirigevano verso est. Così il duca fu costretto a concludere da solo un armistizio con Moreau (17 luglio nel Baden) cui seguì il 7 agosto dello stesso anno a Parigi la conclusione della pace, fatto che irritò fortemente l'Austria.
I successi dell'Arciduca Carlo resero possibile al duca, che come molte famiglie aveva lasciato il paese, il ritorno in patria ma anche gli acquartieramenti e le forniture all'esercito austriaco comportarono in due anni (1796 e 1797) un debito di 18 milioni di fiorini. Per poter trovare copertura a questi debiti, per la prima volta dopo 27 anni, fu convocato il parlamento ma il duca si oppose, come fece poi il suo successore, al compartecipazione dei propri beni. Si giunse a vivaci discussioni e la chiusura dei lavori parlamentari si trascinò oltre il previsto, tanto che durante il dibattito il duca morì di un attacco ischemico.

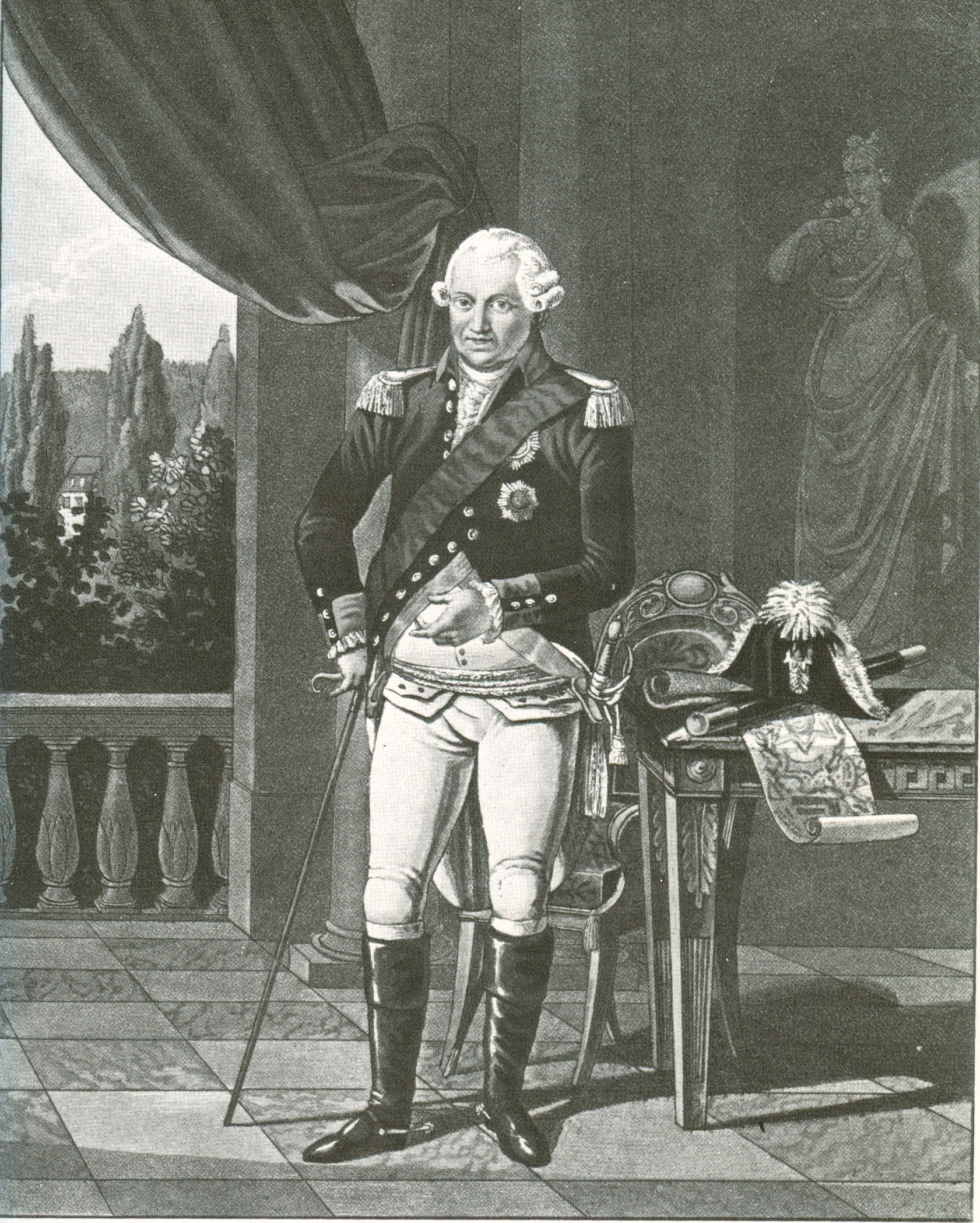
Federico II Eugenio, duca del Württemberg

Egli lasciò, a parte i suoi allori militari, una fama di principe intellettualmente dotato, efficace nella gestione del governo del paese, benevolo e amichevole, retto e imparziale.
La conservazione della casa regnante fu assicurata dalla sua discendenza: dodici figli di primo letto, otto maschi e quattro femmine. Tutti i suoi figli maschi prestarono servizio militare: il principe ereditario Federico nell'esercito prussiano e successivamente in quello russo, Ludovico, Eugenio ed Enrico in quello prussiano, Guglielmo in quello danese, Ferdinando in quello austriaco, Alessandro prima in quello napoletano quindi in quello austriaco, e Carlo in quello russo. Ebbero tutti occasione di distinguersi.
Delle sue figlie la prima, Sofia Dorotea Augusta, sposò il futuro zar Paolo I di Russia, la terza, Elisabetta, sposò l'imperatore del Sacro Romano Impero, Francesco II nel 1788.

### Morte

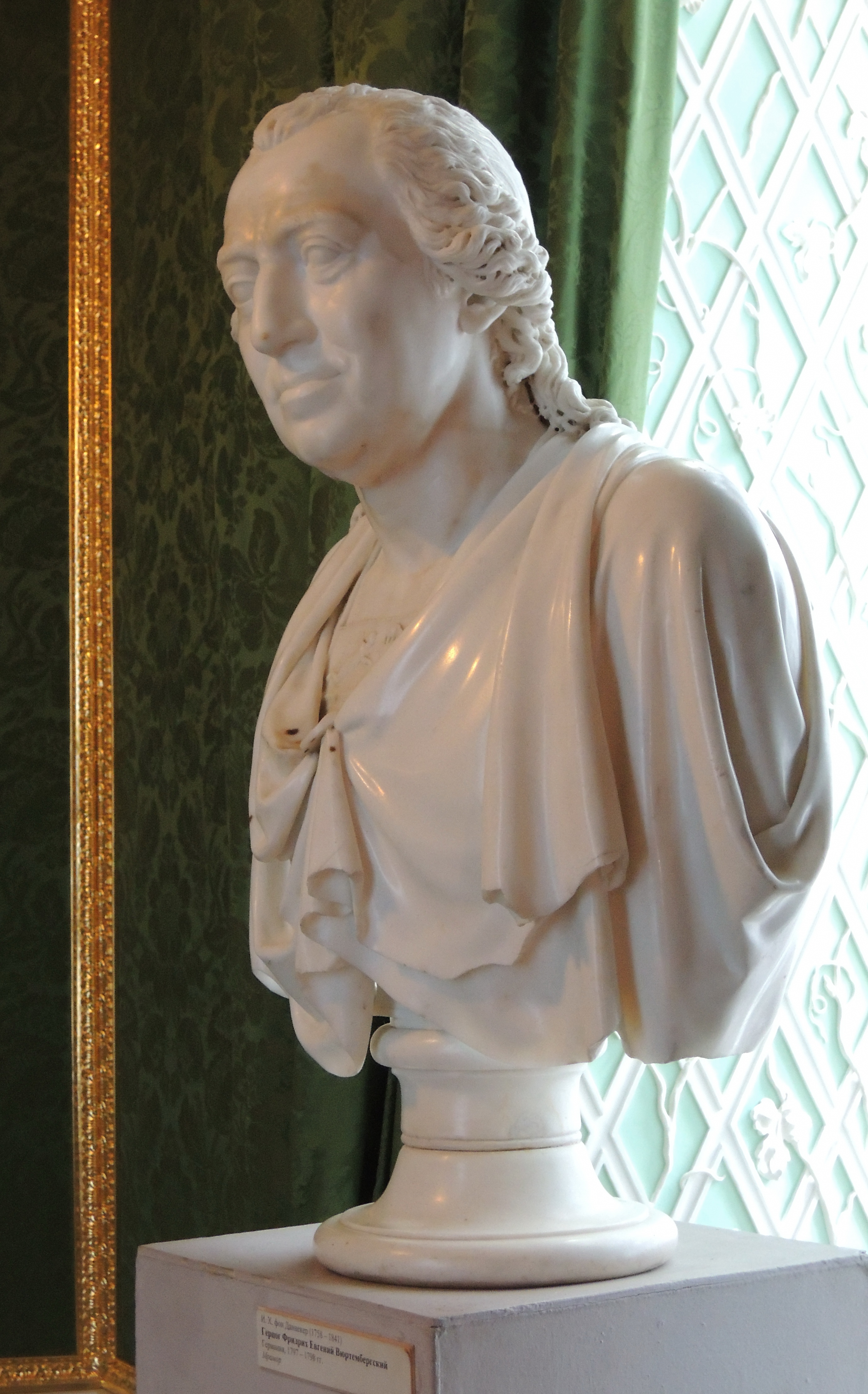
Busto di Federico II Eugenio di J.H. Dannecker

Il duca Federico Eugenio morì il 23 dicembre 1797 nell'Hoheneim, un quartiere di Stoccarda.

## Discendenza
Dal matrimonio tra Federico Eugenio e Federica Dorotea di Brandeburgo-Schwedt nacquero:
- Federico Guglielmo Carlo (1754 – 1816), futuro primo re del Württemberg;
- Ludovico Federico Alessandro del Württemberg-Teck, (1756 – 1817); sposò in seconde nozze Enrichetta di Nassau-Weilburg dalla quale ebbe cinque figli. Fu antenato della Regina Elisabetta II d'Inghilterra;
- Eugenio Federico Francesco Enrico (1758 – 1822);
- Sofia Dorotea Augusta Luisa del Württemberg (1759 – 1828), che sposò lo zar Paolo I, assumendo il nome di Maria Feodorovna.[2]
- Guglielmo Federico Filippo (1761 – 1830);
- Ferdinando Federico Augusto (1763-1834);
- Federica Elisabetta Amalia Augusta (1765 – 1785), che sposò il Duca Pietro Federico Ludovico di Oldenburg;
- Elisabetta Guglielmina Luisa (1767 – 1790), che sposò l'imperatore Francesco II d'Asburgo-Lorena;
- Guglielmina Federica Caterina (nata e morta nel 1768);
- Carlo Federico Enrico (nato e morto nel 1770);
- Alessandro Federico Carlo (1771 – 1833), sposò la Duchessa Antonietta di Sassonia-Coburgo-Saalfeld, capostipite dell'attuale ramo cattolico della casa del Württemberg;
- Enrico Carlo Federico (1772 – 1838), sposò Carolina Alessia di Urach.

## Ascendenza
|                                          |                                       |                                              | Genitori                                  |  |  | Nonni |  |  | Bisnonni                    |  |  | Trisnonni                        |  |
|                                          |                                       |                                              |                                           |  |  |       |  |  | Eberardo III di Württemberg |  |  | Giovanni Federico di Württemberg |  |
|                                          |                                       |                                              |                                           |  |  |       |  |  | Eberardo III di Württemberg |  |  | Giovanni Federico di Württemberg |  |
|                                          |                                       | Barbara Sofia di Brandeburgo                 |                                           |  |  |       |  |  | Eberardo III di Württemberg |  |  |                                  |  |
| Federico Carlo di Württemberg-Winnental  |                                       |                                              |                                           |  |  |       |  |  | Eberardo III di Württemberg |  |  |                                  |  |
|                                          |                                       | Anna Caterina Dorotea di Salm-Kyrburg        | Giovanni Casimiro di Salm-Kyrburg         |  |  |       |  |  |                             |  |  |                                  |  |
|                                          |                                       | Anna Caterina Dorotea di Salm-Kyrburg        | Giovanni Casimiro di Salm-Kyrburg         |  |  |       |  |  |                             |  |  |                                  |  |
|                                          |                                       | Anna Caterina Dorotea di Salm-Kyrburg        | Dorotea di Solms-Laubach                  |  |  |       |  |  |                             |  |  |                                  |  |
| Carlo I Alessandro di Württemberg        |                                       | Anna Caterina Dorotea di Salm-Kyrburg        |                                           |  |  |       |  |  |                             |  |  |                                  |  |
|                                          |                                       | Alberto II di Brandeburgo-Ansbach            | Gioacchino Ernesto di Brandeburgo-Ansbach |  |  |       |  |  |                             |  |  |                                  |  |
|                                          |                                       | Alberto II di Brandeburgo-Ansbach            | Gioacchino Ernesto di Brandeburgo-Ansbach |  |  |       |  |  |                             |  |  |                                  |  |
|                                          |                                       | Alberto II di Brandeburgo-Ansbach            | Sofia di Solms-Laubach                    |  |  |       |  |  |                             |  |  |                                  |  |
| Eleonora Giuliana di Brandeburgo-Ansbach |                                       | Alberto II di Brandeburgo-Ansbach            |                                           |  |  |       |  |  |                             |  |  |                                  |  |
|                                          |                                       | Sofia Margherita di Oettingen-Oettingen      | Gioacchino Ernesto di Oettingen-Oettingen |  |  |       |  |  |                             |  |  |                                  |  |
|                                          |                                       | Sofia Margherita di Oettingen-Oettingen      | Gioacchino Ernesto di Oettingen-Oettingen |  |  |       |  |  |                             |  |  |                                  |  |
|                                          |                                       | Sofia Margherita di Oettingen-Oettingen      | Anna Sibilla di Solms-Sonnenwalde         |  |  |       |  |  |                             |  |  |                                  |  |
| Federico II Eugenio del Württemberg      |                                       | Sofia Margherita di Oettingen-Oettingen      |                                           |  |  |       |  |  |                             |  |  |                                  |  |
|                                          | Eugenio Alessandro di Thurn und Taxis | Lamoral Claudio Francesco di Thurn und Taxis |                                           |  |  |       |  |  |                             |  |  |                                  |  |
|                                          | Eugenio Alessandro di Thurn und Taxis | Lamoral Claudio Francesco di Thurn und Taxis |                                           |  |  |       |  |  |                             |  |  |                                  |  |
|                                          | Eugenio Alessandro di Thurn und Taxis | Anna Francesca Eugenia di Hornes             |                                           |  |  |       |  |  |                             |  |  |                                  |  |
| Anselmo Francesco di Thurn und Taxis     | Eugenio Alessandro di Thurn und Taxis |                                              |                                           |  |  |       |  |  |                             |  |  |                                  |  |
|                                          |                                       | Anna Adelaide di Fürstenberg-Heiligenberg    | Ermanno Egon di Fürstenberg-Heiligenberg  |  |  |       |  |  |                             |  |  |                                  |  |
|                                          |                                       | Anna Adelaide di Fürstenberg-Heiligenberg    | Ermanno Egon di Fürstenberg-Heiligenberg  |  |  |       |  |  |                             |  |  |                                  |  |
|                                          |                                       | Anna Adelaide di Fürstenberg-Heiligenberg    | Maria Francesca di Fürstenberg-Stühlingen |  |  |       |  |  |                             |  |  |                                  |  |
| Maria Augusta di Thurn und Taxis         |                                       | Anna Adelaide di Fürstenberg-Heiligenberg    |                                           |  |  |       |  |  |                             |  |  |                                  |  |
|                                          |                                       | Ferdinando Augusto Leopoldo di Lobkowicz     | …                                         |  |  |       |  |  |                             |  |  |                                  |  |
|                                          |                                       | Ferdinando Augusto Leopoldo di Lobkowicz     | …                                         |  |  |       |  |  |                             |  |  |                                  |  |
|                                          |                                       | Ferdinando Augusto Leopoldo di Lobkowicz     | …                                         |  |  |       |  |  |                             |  |  |                                  |  |
| Maria Ludovica Anna di Lobkowicz         |                                       | Ferdinando Augusto Leopoldo di Lobkowicz     |                                           |  |  |       |  |  |                             |  |  |                                  |  |
|                                          |                                       | Maria Anna di Baden-Baden                    | …                                         |  |  |       |  |  |                             |  |  |                                  |  |
|                                          |                                       | Maria Anna di Baden-Baden                    | …                                         |  |  |       |  |  |                             |  |  |                                  |  |
|                                          |                                       | Maria Anna di Baden-Baden                    | …                                         |  |  |       |  |  |                             |  |  |                                  |  |
|                                          |                                       | Maria Anna di Baden-Baden                    |                                           |  |  |       |  |  |                             |  |  |                                  |  |